# Storbritanniens Grand Prix 1990
Storbritanniens Grand Prix 1990 var det åttonde av 16 lopp ingående i formel 1-VM 1990.

## Resultat
1. Alain Prost, Ferrari, 9 poäng
2. Thierry Boutsen, Williams-Renault, 6
3. Ayrton Senna, McLaren-Honda, 4
4. Eric Bernard, Larrousse (Lola-Lamborghini), 3
5. Nelson Piquet, Benetton-Ford, 2
6. Aguri Suzuki, Larrousse (Lola-Lamborghini), 1
7. Alex Caffi, Arrows-Ford
8. Jean Alesi, Tyrrell-Ford
9. Stefano Modena, Brabham-Judd
10. Nicola Larini, Ligier-Ford
11. Emanuele Pirro, BMS Scuderia Italia (Dallara-Ford)
12. Paolo Barilla, Minardi-Ford
13. Philippe Alliot, Ligier-Ford
14. Gerhard Berger, McLaren-Honda (varv 60, gasspjäll)

### Förare som bröt loppet
- Nigel Mansell, Ferrari (varv 55, växellåda)
- Ivan Capelli, Leyton House-Judd (48, bränsleläcka)
- Martin Donnelly, Lotus-Lamborghini (48, motor)
- Derek Warwick, Lotus-Lamborghini (46, motor)
- Gabriele Tarquini, AGS-Ford (41, motor)
- Michele Alboreto, Arrows-Ford (37, motor)
- Riccardo Patrese, Williams-Renault (26, chassi)
- Satoru Nakajima, Tyrrell-Ford (20, elsystem)
- Alessandro Nannini, Benetton-Ford (15, kollision)
- Andrea de Cesaris, BMS Scuderia Italia (Dallara-Ford) (12, bränslesystem)
- Pierluigi Martini, Minardi-Ford (3, generator)
- (DNS) Mauricio Gugelmin, Leyton House-Judd (0, bränslepump)

### Förare som ej kvalificerade sig
- Olivier Grouillard, Osella-Ford
- David Brabham, Brabham-Judd
- JJ Lehto, Onyx-Ford
- Gregor Foitek, Onyx-Ford

### Förare som ej förkvalificerade sig
- Roberto Moreno, EuroBrun-Judd
- Yannick Dalmas, AGS-Ford
- Claudio Langes, EuroBrun-Judd
- Bertrand Gachot, Coloni-Subaru
- Bruno Giacomelli, Life

## VM-ställning
| Förarmästerskapet 1. Alain Prost, Ferrari, 41 2. Ayrton Senna, McLaren-Honda, 39 3. Gerhard Berger, McLaren-Honda, 25 | Konstruktörsmästerskapet 1. McLaren-Honda, 64 2. Ferrari, 54 3. Benetton-Ford, 27 |